# Ischnopteris stenoptila
Ischnopteris stenoptila là một loài bướm đêm trong họ Geometridae.